# Centre québécois sur la santé des animaux sauvages
Le Centre québécois sur la santé des animaux sauvages ou CQSAS est un des six centres du Réseau canadien pour la santé de la faune (RCSF),. Il est basé à Saint-Hyacinthe, au Québec. Son objectif est d’apporter une expertise vétérinaire aux domaines de la conservation et de la gestion de la faune grâce à un programme de surveillance continue des maladies de la faune et à différents programmes de recherche ciblés.  